# TIP Zeitung für Thailand
Die TIP Zeitung für Thailand war einschließlich ihrer Vorläuferin „Blitz TIP“ (ein kostenloses wöchentliches Werbeblatt mit redaktionellem Teil) die erste lizenzierte deutschsprachige Zeitung in Thailand mit pro Ausgabe bis zu 5000 verkauften Exemplaren in der Hauptsaison Ende 2009. Als Kauf- und Abonnementszeitung erschien sie zwischen 2003 und 2012 vierzehntäglich, danach bis zur Einstellung Anfang 2020 monatlich als gedruckte Zeitung. Die seit dem Jahre 2002 bestehende Internet-Ausgabe mit einem besonders bei Expats in Thailand beliebten Forum hatte Anfang 2010 ein langjähriger Mitarbeiter als „Thailand TIP Online“ als vom „TIP“-Verlag unabhängiges Medium übernommen. Unter diesem Namen rechtlich selbständig besteht sie als „Thailand TIP Online“ weiter mit einer täglich aktualisierten Nachrichtenseite, Kolumnen und Rezensionen sowie mit einem bei Expats und Thailandfreunden gleichermaßen populären Forum.

## Geschichte
Im Jahre 1989 übernahm der aus Deutschland eingewanderte Rolf Dettmar (* 20. Oktober 1942 in Göttingen, † 22. Juni 2022 in Ban Ton (Amphoe Phra Yuen) bei Khon Kaen, Thailand), gelernter Schriftsetzer und Drucktechniker und bis dahin Gründer und langjähriger Eigentümer eines Fotosatzbetriebs in Stuttgart, eine Publikation namens „Blitz TIP“, die in Pattaya von einem anderen Deutschen, Albert Buschmann, gegründet worden war.
1991 stellte Rolf Dettmar in einer Partnerschaft mit dem befreundeten deutschsprachigen Arzt Dr. Lopachok Mitpakdee als Herausgeber diese bis dahin eigentlich ungenehmigte, aber im Touristenort Pattaya geduldete Publikation von Ausländern auf einwandfreie Grundlagen und reihte sie in die lizenzierten Printmedien nach dem thailändischen Pressegesetz ein. Der „Tip“, wie das Blatt bald allgemein genannt wurde, war die erste deutschsprachige Publikation dieser Art in Thailand. Rolf Dettmar, verantwortlicher Redakteur und unter dem Namen „Roy“ auch Kolumnist („Roy“ hatte er angenommen, weil kaum ein Thai den Namen „Rolf“ aussprechen konnte), verließ den „Blitz TIP“ in Pattaya allerdings im Jahre 1992, der daraufhin unter neuen und oft wechselnden Eigentümern zur Südostasien-Zeitung umbenannt wurde, ein Blatt, das im Jahre 2008 sein Erscheinen einstellte.
Das Recht am Namen „Blitz-TIP“ hatte Rolf Dettmar bei der Trennung für sich beansprucht und auch erhalten. Er begann darauf unter dem Namen und Logo „TIP“ eine Reihe von Thailand-Broschüren herauszugeben, die über Hotels und Restaurants sowie an Kiosken der thailändischen Touristenorte erfolgreich vertrieben wurden und über 20 Jahre lang zum Teil in jeder Saison neu aufgelegt werden konnten. Bekannt wurde vor allem seine „TIP-Edition“ (unter anderem mit einem dreisprachigen Bildwörterbuch, Rechts- und Investitionsratgebern sowie mit dem bis 2013 in 18 Auflagen erschienenem Band „Wa(h)re Liebe“) sowie seine als „Tip Führer“ erschienenen Stadtführer von Pattaya und Phuket. Ab dem Jahre 2005 druckte Dettmar außerdem den in Deutschland unter dem Titel „Bangkok von innen“ verlegten Bangkok-Führer von Hans Michael Hensel in Lizenz in Thailand als „TIP Führer Bangkok“, der Kultstatus erreichte und von dem bis zum Jahre 2009 in jeder Saison eine aktualisierte Neuausgabe erschien.
Mit seiner thailändischen Frau Maliwan gründete Dettmar 1996 einen neuen Verlag namens TIP Concept & Design und ließ den „TIP“ als zunächst wöchentlich erscheinende, durch Werbung finanzierte, kostenlose Zeitung in Pattaya wiederauferstehen. Ende 1996 zog das Unternehmen nach Phuket um. Dort gründeten die beiden die Tourist TIP Phuket Ltd. Part. und erhielten eine neue Zeitungslizenz für den „TIP“ unter der Nr. 1/2542. Die ab 1999 aufgrund eines Vorschlags von Hans Michael Hensel nun so benannte TIP Zeitung für Thailand entwickelte sich unter Chefredakteur „Roy“ so erfolgreich von einem Umfang von wöchentlich sechs Seiten im B4-Format auf vierzehntäglich 44 und mehr Seiten, dass Dettmar sie im Jahre 2003 auf eine Kauf- und Abonnementszeitung umstellte, was erfolgreich war, weil nun auch die zahlreichen in Thailand auch in ländlichen Gegenden lebenden zahlreichen Deutschen das Blatt im Abo bestellen konnten.
Dettmar gewann aber nicht zur zahlreiche neue Leser, sondern auch namhafte Mitarbeiter für sein Blatt, darunter der ehemalige Kicker-Redakteur Hans-Dieter Barthel (* 26. November 1942 Eilenburg, † 12. Juni 2017 Nürnberg), der in Pattaya lebende Krimiautor und Übersetzer Oliver Hausch, Korrespondent Thomas Schmid und zahlreiche weitere Thailand-Autoren wie Günther Ruffert, Hans Michael Hensel, Ingo Kordon, Wolfram Kempf und Uwe Werner.
Die Umstellung des „TIP“ vom kostenlosen Werbeblättchen auf eine Kauf- und Abonnementszeitung mit Redaktion war so erfolgreich, dass die Dettmars für ihren Verlag außer in Phuket auch in Bangkok eine Niederlassung auf einem eigenen Grundstück in der Nähe des neuen Flughafens Suwannaphum errichten konnten. Dettmar legte besonderen Wert auf die typographische Gestaltung seiner Zeitung: Mit Hans Michael Hensel, einem Redakteur und Schüler des Typographen Walter Plata, optimierte der gelernte Schriftsetzer Dettmar sein Blatt, setzte gut lesbare und – sehr gezielt – auch schöne historische Schriften ein wie zum Beispiel (nach dem Vorbild der Frankfurter Allgemeinen Zeitung) Frakturschriften für Kommentar-Überschriften und herausgehobene Texte. Im Jahre 2004 erhielt er dafür einen Förderpreis der Stiftung deutsche Schrift des Bundes für deutsche Schrift und Sprache. Für die Neugestaltung der Website, die bis dahin nur als Forum der Zeitung existierte, gewann er Ende 2007 den in Bangkok lebenden IT-Spezialisten Dieter Bunkerd, der sie vollständig im damals noch kaum verbreiteten und ungewöhnlichen Content-Management-System Typo3 aufbaute.

## Einstellung des gedruckten „TIP“
Im Jahre 2009 wurde bei Rolf Dettmar ein „gutartiger“ Hirntumor festgestellt, an dem er zwar im Sinne der Diagnose erfolgreich operiert wurde, aber danach erlitt er einen Schlaganfall und wurde Opfer eines Verkehrsunfalls mit weiteren neurologischen Schäden in der Folge. Mit Hilfe seiner Frau und seiner Mitarbeiter konnte er zwar die Zeitung zunächst weiterführen, aber nach einem erneuten Schlaganfall gab er die Redaktion der Druckausgabe an seinen aus Deutschland angereisten jüngeren Bruder Georg Dettmar ab, der an der Internet-Ausgabe kein Interesse hatte und sie sofort einstellen wollte. Rolf und Maliwan Dettmar teilten darauf die Firma und überließen „Thailand TIP Online“ einem langjährigen Freund und IT-Spezialisten, der die Nachrichtenseite und das Forum als Administrator und Eigentümer unter einem von Dettmar noch selbst veranlassten, vom Signet der Druckausgabe leicht abgewandelten Logogramm weiterbetreibt. Dettmar starb am 22. Juni 2022 an den Spätfolgen seiner nach der Operation und einem Unfall erlittenen Schlaganfällen.